# Samandıra
Samandıra (bizantyńska nazwa: Damatrys) – miasto w Turcji (il Istanbul). Według danych szacunkowych na rok 2008 liczy 123 758 mieszkańców.